# Người ấy là ai (mùa 1)
Mùa thứ nhất của chương trình Người ấy là ai do Đài Truyền hình Thành phố Hồ Chí Minh và công ty Vie Channel (trước đây là D.I.D TV) phối hợp thực hiện, được phát sóng trên kênh HTV2 - Vie Channel, Vie GIẢITRÍ - VTVCab 1 từ ngày 2 tháng 11 năm 2018 đến ngày 25 tháng 1 năm 2019.

## Tổng quan và luật chơi
Mỗi tập phát sóng có một người chơi là nữ chính và 5 chàng trai. Họ sẽ trải qua ba vòng chơi để lựa chọn ra một chàng trai phù hợp cho nữ chính của tập đó. Cụ thể:

### Vòng 1
Từng chàng trai sẽ xuất hiện và giới thiệu về bản thân mình thông qua một đoạn clip ngắn. Sau khi giới thiệu xong, ban cố vấn sẽ đưa ra những nhận định về người đó và từng cố vấn sẽ cầm lên 1 chiếc bảng màu xanh lá cây, đỏ hoặc tím để dự đoán người ấy là người độc thân, đã có chủ hoặc thuộc giới tính thứ 3. Khán giả tại trường quay sẽ dự đoán qua một ứng dụng trên điện thoại, kết quả dự đoán sẽ được hiển thị trên màn hình theo tỷ lệ phần trăm. Cuối vòng này, nữ chính sẽ phải loại đi một chàng trai mà mình cho là không phù hợp nhất.
Lưu ý: Những chàng trai không được phép nói trong suốt vòng này và vòng 2.

### Vòng 2
Sẽ có một trò chơi cho bốn chàng trai còn lại thể hiện đặc điểm của bản thân mình với sự hỗ trợ từ ban cố vấn. Kết thúc vòng chơi này, ban cố vấn và khán giả sẽ dự đoán về từng nhân vật (cách thức tương tự như vòng 1). Cuối vòng này, nữ chính sẽ phải tiếp tục loại đi một người mà cô ta cảm thấy không phù hợp nhất với mình.

### Vòng 3
Trong vòng chơi này, mỗi chàng trai còn lại sẽ có một hashtag của riêng mình. Đối với mỗi hashtag mà mỗi chàng trai cung cấp, ban cố vấn và người chơi sẽ có một thời gian để hỏi đáp người đó theo chủ đề tương ứng với hashtag. Chỉ tại thời điểm này trong vòng chơi, mỗi người mới có thể trả lời câu hỏi mà ban cố vấn đặt ra. Kết thúc các phiên hỏi đáp với các chàng trai, ban cố vấn sẽ tư vấn cho nữ chính để nữ chính có thể lựa chọn đúng chàng trai độc thân phù hợp.

### Giai đoạn quyết định
Các chàng trai sẽ quay trở lại sân khấu và mỗi người sẽ có một thời gian ngắn để thuyết phục nữ chính chọn mình. Khán giả trong trường quay sẽ bình chọn trên điện thoại cho người mà mình cho rằng sẽ là người mà nữ chính sẽ lựa chọn; kết quả bình chọn của khán giả sẽ được hiển thị trên màn hình dưới dạng phần trăm bình chọn.
Nhiệm vụ của nữ chính là phải lựa chọn một chàng trai duy nhất trong số ba chàng trai trên sân khấu bằng cách trao bó hoa do chương trình cung cấp tặng cho người mà người chơi muốn lựa chọn. Đây là khoảnh khắc quan trọng nhất trong chương trình này.

### Phần lộ diện
Các chàng trai bị loại ở vòng 1, 2 hoặc sau khi người chơi đưa ra quyết định của mình trong vòng 3 sẽ xuất hiện trong phần này bằng một tiết mục đã được chuẩn bị trước. Trước khi người đó bắt đầu tiết mục của mình, ban cố vấn và người chơi sẽ dự đoán rằng người ấy độc thân, đã có chủ hoặc thuộc giới tính thứ 3 (gần giống như vòng 1). Trong quá trình thực hiện tiết mục của mình, chàng trai đó phải cho khán giả biết rằng mình đã có chủ, độc thân hoặc thuộc giới tính thứ 3. Đèn trong sân khấu cũng sẽ thay đổi dựa trên danh tính cuối cùng của người ấy, cụ thể đèn trong sân khấu sẽ chuyển thành:
- màu xanh lá cây, nếu người ấy độc thân;
- màu đỏ, nếu người ấy đã có chủ (tức là đã có vợ/người yêu);
- màu tím, nếu người ấy thuộc giới tính thứ 3.

## Đối tượng tham gia
- Nữ chính: Những người phụ nữ còn độc thân và muốn đi tìm tình yêu cho bản thân.
- Các chàng trai: Những người độc thân, đã có chủ hoặc thuộc giới tính thứ 3.
- Ban bình luận, cố vấn: Các nghệ sĩ và nhân vật nổi tiếng, với cố vấn xuyên suốt là MC Trấn Thành và ca sĩ Hương Giang (trừ các tập 11, 12, 13)[b].

Các nữ chính và chàng trai tham dự chương trình đã được lựa chọn từ các buổi tuyển chọn diễn ra trước khi chương trình được ghi hình.

## Các tập phát sóng
Lưu ý: Những chàng trai được in đậm là chàng trai được nhân vật chính lựa chọn.
Màu sắc và ký hiệu sử dụng trong bảng:

     Đã có chủ

     Độc thân

     LGBT
(†): Đã qua đời 

(n): Đã từng tham gia, với n là tổng số lần tham gia
| Tập                 | Ngày phát sóng                            | Nhân vật chính | Ban cố vấn                                                     | Các ứng viên   | Ghi chú | TK     |
| ------------------- | ----------------------------------------- | -------------- | -------------------------------------------------------------- | -------------- | --- | ------ |
| 1                   | 2 tháng 11 năm 2018                       | Thu Hương      | Hương Giang Kiều Minh Tuấn Anh Đức Phương Mai                  | Phi Kha        | Sau khi xuất hiện với danh tính là người đã có chủ, Phi Kha còn nói với Thu Hương rằng: "Em đừng trách anh, có trách thì hãy trách những người ở đây họ ép anh, họ muốn anh phải rời khỏi cuộc chơi." | [ 3 ]  |
| 1                   | 2 tháng 11 năm 2018                       | Thu Hương      | Hương Giang Kiều Minh Tuấn Anh Đức Phương Mai                  | Samuel An      | Sau khi xuất hiện với danh tính là người đã có chủ, Phi Kha còn nói với Thu Hương rằng: "Em đừng trách anh, có trách thì hãy trách những người ở đây họ ép anh, họ muốn anh phải rời khỏi cuộc chơi." | [ 3 ]  |
| 1                   | 2 tháng 11 năm 2018                       | Thu Hương      | Hương Giang Kiều Minh Tuấn Anh Đức Phương Mai                  | JonB           | Sau khi xuất hiện với danh tính là người đã có chủ, Phi Kha còn nói với Thu Hương rằng: "Em đừng trách anh, có trách thì hãy trách những người ở đây họ ép anh, họ muốn anh phải rời khỏi cuộc chơi." | [ 3 ]  |
| 1                   | 2 tháng 11 năm 2018                       | Thu Hương      | Hương Giang Kiều Minh Tuấn Anh Đức Phương Mai                  | Hoàng Vĩnh     | Sau khi xuất hiện với danh tính là người đã có chủ, Phi Kha còn nói với Thu Hương rằng: "Em đừng trách anh, có trách thì hãy trách những người ở đây họ ép anh, họ muốn anh phải rời khỏi cuộc chơi." | [ 3 ]  |
| 1                   | 2 tháng 11 năm 2018                       | Thu Hương      | Hương Giang Kiều Minh Tuấn Anh Đức Phương Mai                  | Lê Khải        | Sau khi xuất hiện với danh tính là người đã có chủ, Phi Kha còn nói với Thu Hương rằng: "Em đừng trách anh, có trách thì hãy trách những người ở đây họ ép anh, họ muốn anh phải rời khỏi cuộc chơi." | [ 3 ]  |
| 2                   | 9 tháng 11 năm 2018                       | Phương Thảo    | Hương Giang Kiều Minh Tuấn (2) Vân Trang Thanh Duy             | Nguyên Anh     | | [ 4 ]  |
| 2                   | 9 tháng 11 năm 2018                       | Phương Thảo    | Hương Giang Kiều Minh Tuấn (2) Vân Trang Thanh Duy             | Gia Huy        | | [ 4 ]  |
| 2                   | 9 tháng 11 năm 2018                       | Phương Thảo    | Hương Giang Kiều Minh Tuấn (2) Vân Trang Thanh Duy             | Long Hoàng     | | [ 4 ]  |
| 2                   | 9 tháng 11 năm 2018                       | Phương Thảo    | Hương Giang Kiều Minh Tuấn (2) Vân Trang Thanh Duy             | Đăng Khánh     | | [ 4 ]  |
| 2                   | 9 tháng 11 năm 2018                       | Phương Thảo    | Hương Giang Kiều Minh Tuấn (2) Vân Trang Thanh Duy             | Jorden         | | [ 4 ]  |
| 3                   | 16 tháng 11 năm 2018                      | JooLee         | Hương Giang Khánh Thi Đại Nghĩa Trương Thế Vinh                | Tuấn Duy       | JooLee - Paulo là cặp đôi đầu tiên trong chương trình đã kết đôi thành công. | [ 5 ]  |
| 3                   | 16 tháng 11 năm 2018                      | JooLee         | Hương Giang Khánh Thi Đại Nghĩa Trương Thế Vinh                | Nhật Tài       | JooLee - Paulo là cặp đôi đầu tiên trong chương trình đã kết đôi thành công. | [ 5 ]  |
| 3                   | 16 tháng 11 năm 2018                      | JooLee         | Hương Giang Khánh Thi Đại Nghĩa Trương Thế Vinh                | Paulo          | JooLee - Paulo là cặp đôi đầu tiên trong chương trình đã kết đôi thành công. | [ 5 ]  |
| 3                   | 16 tháng 11 năm 2018                      | JooLee         | Hương Giang Khánh Thi Đại Nghĩa Trương Thế Vinh                | Chương Cố      | JooLee - Paulo là cặp đôi đầu tiên trong chương trình đã kết đôi thành công. | [ 5 ]  |
| 3                   | 16 tháng 11 năm 2018                      | JooLee         | Hương Giang Khánh Thi Đại Nghĩa Trương Thế Vinh                | Trần Trung     | JooLee - Paulo là cặp đôi đầu tiên trong chương trình đã kết đôi thành công. | [ 5 ]  |
| 4                   | 23 tháng 11 năm 2018                      | Jang Mi        | Hương Giang Ái Phương Châu Đăng Khoa Ngô Kiến Huy              | Trường San     | | [ 6 ]  |
| 4                   | 23 tháng 11 năm 2018                      | Jang Mi        | Hương Giang Ái Phương Châu Đăng Khoa Ngô Kiến Huy              | Quân Nguyễn    | | [ 6 ]  |
| 4                   | 23 tháng 11 năm 2018                      | Jang Mi        | Hương Giang Ái Phương Châu Đăng Khoa Ngô Kiến Huy              | Dương Tiễn     | | [ 6 ]  |
| 4                   | 23 tháng 11 năm 2018                      | Jang Mi        | Hương Giang Ái Phương Châu Đăng Khoa Ngô Kiến Huy              | Duy Cường      | | [ 6 ]  |
| 4                   | 23 tháng 11 năm 2018                      | Jang Mi        | Hương Giang Ái Phương Châu Đăng Khoa Ngô Kiến Huy              | Ngọc Khoa      | | [ 6 ]  |
| 5                   | 30 tháng 11 năm 2018                      | Hằng Nga       | Hương Giang Ốc Thanh Vân Anh Đức (2) La Thành                  | Đăng Quang     | | [ 7 ]  |
| 5                   | 30 tháng 11 năm 2018                      | Hằng Nga       | Hương Giang Ốc Thanh Vân Anh Đức (2) La Thành                  | Lee Nguyễn     | | [ 7 ]  |
| 5                   | 30 tháng 11 năm 2018                      | Hằng Nga       | Hương Giang Ốc Thanh Vân Anh Đức (2) La Thành                  | Bon Phạm       | | [ 7 ]  |
| 5                   | 30 tháng 11 năm 2018                      | Hằng Nga       | Hương Giang Ốc Thanh Vân Anh Đức (2) La Thành                  | Minh Thắng     | | [ 7 ]  |
| 5                   | 30 tháng 11 năm 2018                      | Hằng Nga       | Hương Giang Ốc Thanh Vân Anh Đức (2) La Thành                  | Bá Linh        | | [ 7 ]  |
| 6                   | 7 tháng 12 năm 2018                       | Tuyết Anh      | Hương Giang Phương Thanh Thúy Ngân Trương Thế Vinh (2)         | Trung Hiếu     | | [ 8 ]  |
| 6                   | 7 tháng 12 năm 2018                       | Tuyết Anh      | Hương Giang Phương Thanh Thúy Ngân Trương Thế Vinh (2)         | Lạc Chấn       | | [ 8 ]  |
| 6                   | 7 tháng 12 năm 2018                       | Tuyết Anh      | Hương Giang Phương Thanh Thúy Ngân Trương Thế Vinh (2)         | Nguyễn Phúc    | | [ 8 ]  |
| 6                   | 7 tháng 12 năm 2018                       | Tuyết Anh      | Hương Giang Phương Thanh Thúy Ngân Trương Thế Vinh (2)         | Duy Luân       | | [ 8 ]  |
| 6                   | 7 tháng 12 năm 2018                       | Tuyết Anh      | Hương Giang Phương Thanh Thúy Ngân Trương Thế Vinh (2)         | Duy Minh       | | [ 8 ]  |
| 7                   | 14 tháng 12 năm 2018                      | Tuệ Phương     | Hương Giang Hoàng Oanh Mai Tiến Dũng BB Trần                   | Đức Hiếu       | | [ 9 ]  |
| 7                   | 14 tháng 12 năm 2018                      | Tuệ Phương     | Hương Giang Hoàng Oanh Mai Tiến Dũng BB Trần                   | Tùng Lâm       | | [ 9 ]  |
| 7                   | 14 tháng 12 năm 2018                      | Tuệ Phương     | Hương Giang Hoàng Oanh Mai Tiến Dũng BB Trần                   | Nhân Phạm      | | [ 9 ]  |
| 7                   | 14 tháng 12 năm 2018                      | Tuệ Phương     | Hương Giang Hoàng Oanh Mai Tiến Dũng BB Trần                   | Anh Mỹ         | | [ 9 ]  |
| 7                   | 14 tháng 12 năm 2018                      | Tuệ Phương     | Hương Giang Hoàng Oanh Mai Tiến Dũng BB Trần                   | Thái Hải       | | [ 9 ]  |
| 8                   | 21 tháng 12 năm 2018                      | Thùy Linh      | Hương Giang Phương Thanh (2) John Huy Trần Anh Tú Atus         | Huy Phong      | Lâm Nguyễn, chàng trai Giới tính thứ 3 trong tập này, được xác nhận là đã qua đời vào ngày 9 tháng 5 năm 2024.                                                                                        | [ 10 ] |
| 8                   | 21 tháng 12 năm 2018                      | Thùy Linh      | Hương Giang Phương Thanh (2) John Huy Trần Anh Tú Atus         | Thiên Phú      | Lâm Nguyễn, chàng trai Giới tính thứ 3 trong tập này, được xác nhận là đã qua đời vào ngày 9 tháng 5 năm 2024.                                                                                        | [ 10 ] |
| 8                   | 21 tháng 12 năm 2018                      | Thùy Linh      | Hương Giang Phương Thanh (2) John Huy Trần Anh Tú Atus         | Phước Hưng     | Lâm Nguyễn, chàng trai Giới tính thứ 3 trong tập này, được xác nhận là đã qua đời vào ngày 9 tháng 5 năm 2024.                                                                                        | [ 10 ] |
| 8                   | 21 tháng 12 năm 2018                      | Thùy Linh      | Hương Giang Phương Thanh (2) John Huy Trần Anh Tú Atus         | Lâm Nguyễn (†) | Lâm Nguyễn, chàng trai Giới tính thứ 3 trong tập này, được xác nhận là đã qua đời vào ngày 9 tháng 5 năm 2024.                                                                                        | [ 10 ] |
| 8                   | 21 tháng 12 năm 2018                      | Thùy Linh      | Hương Giang Phương Thanh (2) John Huy Trần Anh Tú Atus         | Minh Thảo      | Lâm Nguyễn, chàng trai Giới tính thứ 3 trong tập này, được xác nhận là đã qua đời vào ngày 9 tháng 5 năm 2024.                                                                                        | [ 10 ] |
| 9                   | 28 tháng 12 năm 2018                      | Ngọc Châm      | Hương Giang Hồ Quang Hiếu Angela Phương Trinh Lê Dương Bảo Lâm | Tuấn Anh       | | [ 11 ] |
| 9                   | 28 tháng 12 năm 2018                      | Ngọc Châm      | Hương Giang Hồ Quang Hiếu Angela Phương Trinh Lê Dương Bảo Lâm | Sỹ Hưng        | | [ 11 ] |
| 9                   | 28 tháng 12 năm 2018                      | Ngọc Châm      | Hương Giang Hồ Quang Hiếu Angela Phương Trinh Lê Dương Bảo Lâm | Hồng Văn       | | [ 11 ] |
| 9                   | 28 tháng 12 năm 2018                      | Ngọc Châm      | Hương Giang Hồ Quang Hiếu Angela Phương Trinh Lê Dương Bảo Lâm | Quốc Việt      | | [ 11 ] |
| 9                   | 28 tháng 12 năm 2018                      | Ngọc Châm      | Hương Giang Hồ Quang Hiếu Angela Phương Trinh Lê Dương Bảo Lâm | Mạnh Tuấn      | | [ 11 ] |
| 10                  | 4 tháng 1 năm 2019                        | Phương Dung    | Hương Giang Kim Tử Long Hoàng Thùy John Huy Trần (2)           | Brian Trần     | | [ 12 ] |
| 10                  | 4 tháng 1 năm 2019                        | Phương Dung    | Hương Giang Kim Tử Long Hoàng Thùy John Huy Trần (2)           | Chánh Thụ      | | [ 12 ] |
| 10                  | 4 tháng 1 năm 2019                        | Phương Dung    | Hương Giang Kim Tử Long Hoàng Thùy John Huy Trần (2)           | Wooju          | | [ 12 ] |
| 10                  | 4 tháng 1 năm 2019                        | Phương Dung    | Hương Giang Kim Tử Long Hoàng Thùy John Huy Trần (2)           | Mạnh Hùng      | | [ 12 ] |
| 10                  | 4 tháng 1 năm 2019                        | Phương Dung    | Hương Giang Kim Tử Long Hoàng Thùy John Huy Trần (2)           | Hiếu Nghĩa     | | [ 12 ] |
| 11                  | 11 tháng 1 năm 2019                       | Cát Nhiên      | Ngọc Lan Vũ Hà Will BB Trần (2)                                | Dustin         | | [ 13 ] |
| 11                  | 11 tháng 1 năm 2019                       | Cát Nhiên      | Ngọc Lan Vũ Hà Will BB Trần (2)                                | Minh Tuấn      | | [ 13 ] |
| 11                  | 11 tháng 1 năm 2019                       | Cát Nhiên      | Ngọc Lan Vũ Hà Will BB Trần (2)                                | Tuấn Anh       | | [ 13 ] |
| 11                  | 11 tháng 1 năm 2019                       | Cát Nhiên      | Ngọc Lan Vũ Hà Will BB Trần (2)                                | Phạm Tuệ       | | [ 13 ] |
| 11                  | 11 tháng 1 năm 2019                       | Cát Nhiên      | Ngọc Lan Vũ Hà Will BB Trần (2)                                | Hạo Đông       | | [ 13 ] |
| 12-13: Tập đặc biệt | 18 tháng 1 năm 2019 – 25 tháng 1 năm 2019 | Hương Giang    | Thu Phương Đại Nghĩa (2) Miu Lê Anh Đức (3) BB Trần (3)        | Danh Ngọc      | Huy Trần hiện tại là chồng của diễn viên Ngô Thanh Vân. | [ 14 ] |
| 12-13: Tập đặc biệt | 18 tháng 1 năm 2019 – 25 tháng 1 năm 2019 | Hương Giang    | Thu Phương Đại Nghĩa (2) Miu Lê Anh Đức (3) BB Trần (3)        | Huy Trần       | Huy Trần hiện tại là chồng của diễn viên Ngô Thanh Vân. | [ 14 ] |
| 12-13: Tập đặc biệt | 18 tháng 1 năm 2019 – 25 tháng 1 năm 2019 | Hương Giang    | Thu Phương Đại Nghĩa (2) Miu Lê Anh Đức (3) BB Trần (3)        | Khánh Ngô      | Huy Trần hiện tại là chồng của diễn viên Ngô Thanh Vân. | [ 14 ] |
| 12-13: Tập đặc biệt | 18 tháng 1 năm 2019 – 25 tháng 1 năm 2019 | Hương Giang    | Thu Phương Đại Nghĩa (2) Miu Lê Anh Đức (3) BB Trần (3)        | Thành Hùng     | Huy Trần hiện tại là chồng của diễn viên Ngô Thanh Vân. | [ 14 ] |
| 12-13: Tập đặc biệt | 18 tháng 1 năm 2019 – 25 tháng 1 năm 2019 | Hương Giang    | Thu Phương Đại Nghĩa (2) Miu Lê Anh Đức (3) BB Trần (3)        | Jorge          | Huy Trần hiện tại là chồng của diễn viên Ngô Thanh Vân. | [ 14 ] |